# Le Grand Mbandja
 (août 2021).
 (août 2021).
Le Grand Mbandja est une émission de télévision gabonaise d'infodivertissement quotidienne diffusée depuis le 28 décembre 2016 sur Gabon Télévision. L'émission est présentée par Steve Anderson et produite par Gabon Télévision, société créée par Léon Mba,.

## Description
L'émission se compose de chroniques et de reportages réalisés par l'équipe de chroniqueurs et journalistes qui entourent Steve Anderson et accueille chaque jour des personnalités qui font l'actualité, des intellectuels ainsi que des célébrités gabonaise et internationales.

## Rubriques
- Présentation : Steve Anderson Bandzambi
- Le Kiosque : Dorian Ondo
- Le Coup d'œil : Eunice Biyoghe
- Vu sur le web : Rufina Nze
- L'agenda : Fabrice M'vouendi

## Distinctions
Le Grand Mbandja est nommé en 2019 au Gabon Kotas Awards dans la catégorie de meilleurs émission interactive du pays en 2019.